# Oritoniscus beroni
Oritoniscus beroni là một loài chân đều trong họ Trichoniscidae. Loài này được Ferrara & Taiti miêu tả khoa học năm 1984.